# زين الدين مكاوي
 زين الدين مكاوي (1987 الجزائر) هو لاعب كرة قدم جزائري.

## روابط خارجية
- زين الدين مكاوي على موقع قاعدة بيانات كرة القدم.إي يو (الإنجليزية)
- زين الدين مكاوي على موقع Soccerway.com (الإنجليزية)